# Jean-Baptiste Despilly
Jean-Baptiste Despilly, né vers 1723 à Paris où il est mort vers 1790, est un libraire-éditeur français, actif entre 1743 et 1788 à Paris.

## Biographie
Petit-fils de la veuve du libraire Laurent Le Conte et fils de Robert-Marc I Despilly (? - juillet 1755), établi à partir du 17 août 1717 libraire à Paris rue Saint-Jacques, paroisse Saint-Séverin, Jean-Baptiste est reçu maître libraire le 11 mai 1743, reprenant la même boutique que son père, sous l'enseigne « à la Vieille Poste ». Le 11 mai 1763, sous l'enseigne « à la Croix d'or », située à l'angle de la rue Galande et de la rue de la Parcheminerie, il s'associe occasionnellement à Noël-Jacques Pissot, ainsi qu'à Charles Saillant et Nicolas Desaint. Il est encore actif à la même adresse en 1788.
On lui doit le lancement en janvier 1763 du Catalogue des livres nouveaux qui devient ensuite le Journal de la librairie, rédigé par Louis-Joseph Bellepierre de Neuve-Église (1727-?) jusqu'en 1774, date à laquelle Despilly connaît des difficultés financières, et le titre fut repris par Philippe-Denis Pierres. Avec Pissot, il publie entre 1767 et 1771 la remarquable édition des Métamorphoses en latin et en françois d'Ovide en quatre volumes, traduite par l'abbé Banier et illustrée par les meilleurs graveurs de son époque sous la direction de Pierre-François Basan et Noël Le Mire.

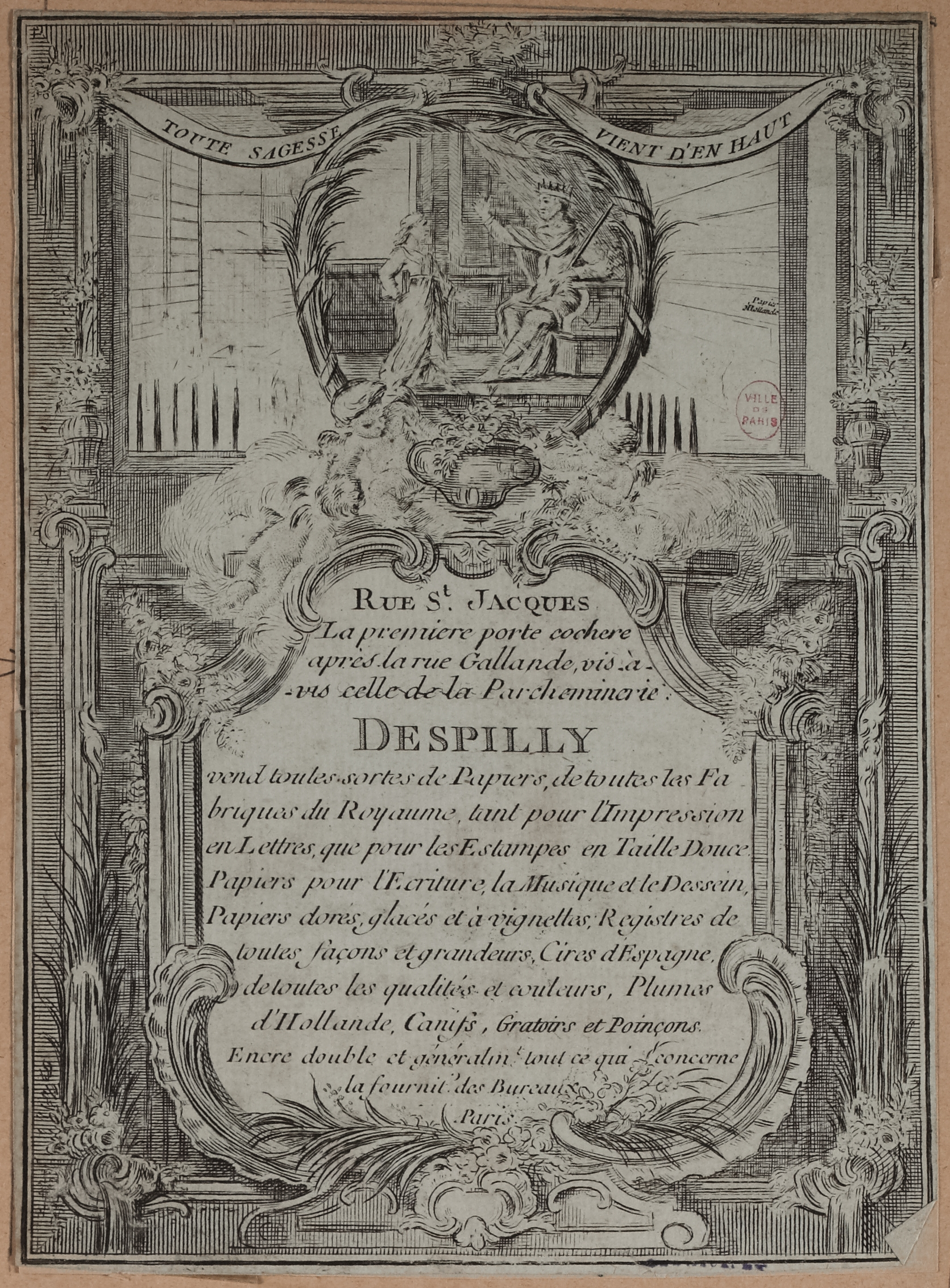
Eau-forte publicitaire imprimée par Despilly, indiquant l'adresse de sa boutique.

Il épouse le 15 février 1748 Marguerite-Geneviève Bazille (ou Marie-Geneviève Basille), dont un fils, Robert-Marc II Despilly (9 novembre 1748 - 1792), nommé libraire le 19 décembre 1766, qui s'installa du côté de Nantes l'année suivante,.